# ليغا برو 2000–01
ليغا برو 2000–01 (بالبرتغالية: Liga de Honra de 2000–01‏) هو موسم من ليغا برو. فاز فيه نادي سانتا كلارا.